# Der nutzlose Mann
Der nutzlose Mann (jap. 無能の人 Munō no Hito) ist ein Manga von Yoshiharu Tsuge, der in Japan zwischen 1985 und 1988 erschien. Die Sammlung von Kurzgeschichten erzählt von einem Alter Ego Tsuges, der sich für seine Familie und Freunde als nutzloser Mitmensch erweist und in den Tag hinein lebt. Der Manga wurde in mehrere Sprachen übersetzt, darunter 2020 auch ins Deutsche. In Japan kam auch ein Kinofilm heraus.

## Inhalt
Die Serie erzählt in kurzen Geschichten aus dem Leben von Sukezō Sukegawa. Sie beginnen, als er noch ein junger Mann ist, und reichen bis in sein Leben im mittleren Alter. Zunächst ist er als Manga-Zeichner aktiv, will aber oft vor dem Stress seines Berufes oder vor anderen Menschen generell fliehen. So mietet er sich eines Tages ein Zimmer, in das er einfach nur fliehen kann. Als seine Frau dies entdeckt, für ihn einrichtet und ihn besucht, ist es mit dem Fluchtort vorbei. Später gibt er das Manga-Zeichnen auf und widmet sich anderen Geschäftsideen. Er macht verschiedene kleine Läden auf, versucht sich mit der Reparatur von Fotoapparaten oder mit Antiquitäten. Schließlich sammelt er Steine am Fluss und versucht, besondere Exemplare als Suiseki zu verkaufen. Mit all seinen Ideen hat er immer weniger Erfolg, sodass er bald nur noch eine Last für seine Frau und seinen Sohn ist. Letztlich bleibt er bei seinem Stand mit Steinen und lebt ohne Kunden in den Tag hinein. Nebenher wird auch von anderen Männern aus seinem Umfeld berichtet, die ähnliche Schicksale leben. Sie finden im Leben nicht mehr ihren Platz oder gehen verschwindenden Berufen nach.

## Entstehung und Veröffentlichung
Der Mann in den Geschichten ist ein Abbild von Tsuges eigenem Leben. Der Mangaka ist selbst immer wieder aus seinem Alltag geflohen, indem er sich auf spontane Reisen begeben hat oder sich in ein Hotel einquartierte. Der von ihm dafür gefundene Begriff johatsu („Verflüchtigung“, „Verdampfung“) wird in der Geschichte auch von seinem Alter Ego verwendet. Auch viele der beschriebenen Begebenheiten und Ängste spiegeln Tsuges Leben wieder, auch wenn er selbst nie Steine verkaufte. Damit gehört Der nutzlose Mann zu den ersten japanischen Ich-Romanen (Shishōsetsu) in Comicform. Darüber hinaus porträtieren die Kurzgeschichten die Stadt Chōfu und den Fluss Tamagawa im Süden der Stadt, die fast immer Schauplatz der Erzählungen sind.
Der Manga erschien zunächst ab Juni 1985 als einzelne Geschichten im Magazin Comic Baku beim Verlag Nihonbungeisha. Das Magazin wurde eigens neu gegründet, um vor allem Geschichten von Tsuge zu veröffentlichten, der sich bereits einen Namen mit seinen literarisch-künstlerischen Mangas gemacht hatte. 1981 bis 1984 hatte Tsuge eine Schaffenspause eingelegt, welche sich auch in Der nutzlose Mann abbildet. Als er danach wieder auf einen Verlag zuging, wollte dieser auf seinem Ruf aufbauend ein Magazin für Alternative Manga etablieren. 1987 wurde die Reihe beendet, sowohl Serie als auch Magazin waren zunächst wenig erfolgreich. Der Verlag brachte die Geschichten im gleichen Jahr gesammelt unter dem Titel Munō no Hito heraus, im April 1988 folgte eine Hardcover-Ausgabe.
Eine deutsche Fassung in der Übersetzung von Nora Bierich erschien im August 2020 bei Reprodukt. Darüber hinaus erschien der Manga auf Französisch bei Ego Comme X, auf Spanisch bei Gallo Nero und auf Portugiesisch bei Editora Veneta. Auch italienische und serbische Übersetzungen sind erschienen.

## Adaptionen
Der Manga wurde mehrfach für das Kino umgesetzt. 1991 kam der erste Kinofilm heraus, entstanden unter der Regie von Naoto Takenaka. Es folgten weitere Filme sowie eine Spezialausgabe des Magazins Garo mit Beiträgen anderer Künstler zu Tsuges Figur. Später kam ein Buch mit Hommagen unter dem Titel Munō no Hito no Susume heraus.